# Медведев, Сергей Иванович (энтомолог)
Сергей Иванович Медведев (16 января 1899 года, Харьков — 16 апреля 1979 года, Харьков) — один из крупнейших советских энтомологов, участник Великой Отечественной войны, профессор Харьковского государственного университета, доктор биологических наук, эколог, зоогеограф, колеоптеролог, ведущий специалист по пластинчатоусым жукам, основатель харьковской научной энтомологической школы, почётный член Всесоюзного энтомологического общества, описавший более 300 новых видов насекомых. Независимо от Г. Я. Бей-Биенко, М. С. Гилярова и К. В. Арнольди ещё в 1930 году открыл закон сезонной и зональной смены стаций.

## Биография
Родился 16 января 1899 года в Харькове в семье уездного земского агронома (обедневшего дворянина).
- 1916—1920 — студент естественного отделения физико-математического факультета Харьковского университета. Одновременно, в 1919 г. был кратковременно мобилизован в Добровольческую армию Деникина, а в 1920—1921 — в Красную Армию (в должности лаборанта Харьковского главного военного госпиталя)[5];
- 1921—1923 — агроном-энтомолог в Натальевском совхозе Краснокутского района Харьковской области[5];
- 1924—1929 — работа в заповеднике Аскания-Нова (ассистент зоологического отдела, с 1927 — старший специалист)][5];
- 1927 — член Всесоюзного энтомологического общества[5];
- 1929—1933 — работа в Степном институте, созданном на базе заповедника Аскания-Нова (заведующий энтомологическим отделом института)[5];
- 1931 — член Всесоюзного географического общества[5];
- 1931 — родился его сын Медведев, Глеб Сергеевич, в будущем известный колеоптеролог, профессор;
- 1931—1933 — работа по совместительству Зоолого-Биологического института Харьковского института (старшим научным сотрудников сектора экологии института). Активное участие в полемике с Т. Д. Лысенко и И. И. Презентом, приезжавшим в Асканию-Нова в 1932 и 1933[5];
- 1933 — арест С. И. Медведева (как сына дворянина, служившего в Белой армии, беспартийного …), В. В. Станчинского и других экологов; осуждён на 5 лет исправлагерей[5];
- 1936 — освобождение, в том числе, благодаря заступничеству таких учёных как Семёнов-Тян-Шанский, Андрей Петрович и Браунер, Александр Александрович (1857—1941), возобновление работы в Харьковском университете (в зоомузее)[5];
- 1937 — переезд с семьёй на Первомайскую опытную станцию Главсахара (Гульчевский район, Краснодарский край), где заведовал лабораторией энтомологии;
- 1939 — работа в отделе защиты растений Бийской селекционной опытной станции (Алтайский край);
- 1942 (июнь)—1945 (август) — участник Великой Отечественной войны, рядовым солдатом (затем сержантом) прошёл фронты Брянщины, Украины, Белоруссии, Литвы, Латвии, Польши, Германии, вплоть до берегов Эльбы.[5];
- 1946 — защита кандидатской диссертации;
- 1948 — защита докторской диссертации «Фауна СССР. Пластинчатоусые» (степень присвоена в 1949);
- 1949 — профессор Харьковского государственного университета;
- 1957—1978 — председатель Харьковского отделения Всесоюзного энтомологического общества[5];
- 1967 — награждён Орденом Трудового Красного Знамени[5].

Умер 16 апреля 1979 года.

## Труды
Автор 235 научных публикаций (85 — по экологии, фаунистике и биоценологии; 70 — по систематике и морфологии; 32 — по зоогеографии; 16 — по вредителям и т. д.), включая 5-томный фундаментальный труд из серии «Фауна СССР», собственноручно проиллюстрированный (всего им сделано более 7000 рисунков жуков, включая изображения жуков для монографий и статей Г. С. Медведева, Ф. К. Лукьяновича, М. Е. Тер-Минасян, Д. С. Шапиро, В. Н. Граммы). Им описано 355 новых видов, родов и других таксонов насекомых. Был оппонентом на защите более 100 диссертационных работ. К нему на стажировку в Харьков несколько десятилетий приезжали аспиранты и молодые учёные со всего Советского Союза. Участник многих энтомологических съездов, экологических конференций, географических и зоогеографических симпозиумов и конференций, научный редактор книг и журналов (с 1962 — член редколлегии журнала «Энтомологическое обозрение»).

### Монографии
- Семейство Scarabaeidae (Subfam. Melolonthinae, часть 1). Фауна СССР. Насекомые жесткокрылые. Том 10, вып. 1. 1951. 514 с.
- Семейство Scarabaeidae (Subfam. Melolonthinae, часть 2). Фауна СССР. Насекомые жесткокрылые. Том 10, вып. 2. 1952. 276 с.
- Семейство Scarabaeidae (Subfam. Rutelinae). Фауна СССР. Насекомые жесткокрылые. Том 10, вып. 3. 1949. 372 с.
- Семейство Scarabaeidae (Subfam. Euchirinae, Dynastinae, Glaphyrinae, Trichiinae). Фауна СССР. Насекомые жесткокрылые. Том 10, вып. 4. 1960. 398 с.
- Семейство Scarabaeidae (Subfam. Cetoniinae, Valginae). Фауна СССР. Насекомые жесткокрылые. Том 10, вып. 5. 1964. 375 с.
- Личинки пластинчатоусых жуков. Определители по фауне СССР. N 47. 1952. 244 с.

## Награды и признание
- Орден Трудового Красного Знамени (1967)[5]
- Медаль За боевые заслуги
- Медаль «За освобождение Варшавы»
- Медаль «За победу над Германией в Великой Отечественной войне 1941—1945 гг.»
- Медаль «Двадцать лет победы в Великой Отечественной войне 1941—1945 гг.»
- В честь С. И. Медведева названы 29 видов насекомых[5].